# Help You Fly
«Help You Fly» (укр. Допомагаю тобі літати)  — пісня білоруського співака Ivan'а, з якою він представляв Білорусь на  Євробаченні 2016 в Стокгольмі, Швеція. Колишня назва пісні — «How to Fly».